# Calliostoma fernandesi
Calliostoma fernandesi, common name the 129302, là một loài ốc biển, là động vật thân mềm chân bụng sống ở biển thuộc họ Calliostomatidae.